# Tuneskeppet

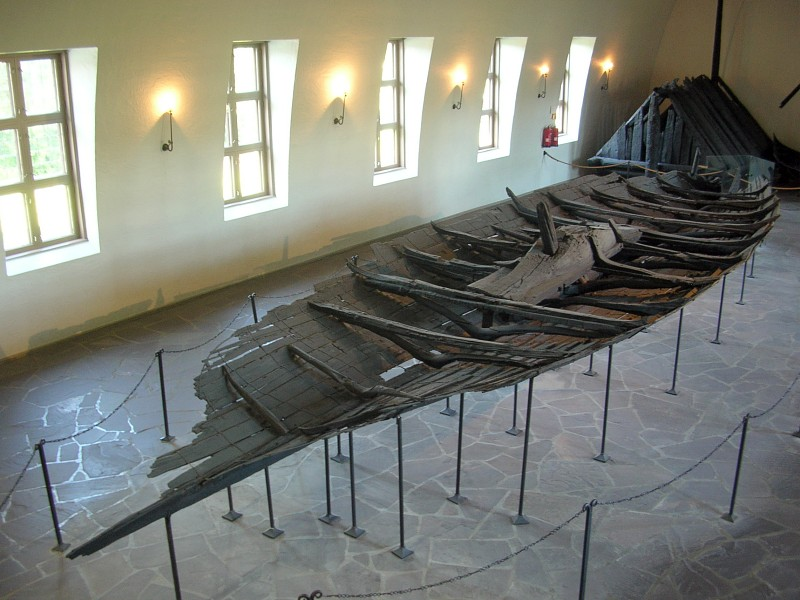
Skeppet utställt i Vikingskipshuset.

Tuneskeppet är ett vikingatida skepp som grävdes ut som en del av ett gravfynd från gården Nedre Haugen i Tune på Rolvsøy, utanför Fredrikstad. Skeppet är placerat i Oslo på Vikingskipshuset som tillhör Oslo Universitets Kulturhistoriskt museum tillsammans med bland annat Gokstadsskeppet och Osebergsskeppet.
Skeppet låg i en gravhög på gården Nedre Haugen i Tune utanför Fredrikstad och det upptäcktes av gårdens ägare 1867. Skeppet fick inte sitt namn efter gården det hittades på vilket var ovanligt och något som både Gokstadskeppet och Osebergsskeppet fick. Det har lett till en namnkonflikt där en intresseförening verkar för ett namnbyte till Haugenskeppet. Namnet Tuneskeppet anses inarbetat och etablerat varför förslaget till namnbyte inte fått något stöd. Gravhögen var ovanligt stor, omkring 80 meter i diameter och fyra meter hög. Högen hade schaktats för att använda massorna och den hade tidigare öppnats vilket gjort att luft hade kommit in. Utgrävningarna leddes av professorn och arkeologen Oluf Rygh och genomfördes på bara två veckor. Den snabba utgrävningen skadade skeppet och flera av de fynd som dokumenterades försvann eller blev förstörda men är till viss del kända genom dokumenteringen av utgrävningen. Graven var mitt i skeppet och den döde var begraven med bland annat vapen och tre hästar.
Skeppet är daterat till början av 900-talet med hjälp av årsringarna och det har använts något tiotal år innan det användes i graven. Det var ett snabbt skepp gjort för havssegling men det har varit dåligt att ta tyngre last. Därför tror man att det har använts för att frakta dyrbarare varor eller använts som krigsskepp för att snabbt transportera manskap. Skeppet var klinkbyggt i ek och det är beräknat till 18 meter längd och nästan fem meter brett med tolv stycken bordsplankor. Det roddes av 12 par åror med en person per åra, men inga åror var nedlagda i graven.